# Mistrzostwa Polski w kolarstwie przełajowym 1974
Mistrzostwa Polski w kolarstwie przełajowym 1974 odbyły się w Jeleniej Górze.

## Wyniki
- Czesław Polewiak (Gryf Szczecin)[2]
- Józef Pytowski (Górnik Klimontów)
- Mieczysław Cielecki (Karolin Jaworzyna Śląska)